# ファーストタクシーグループ
ファーストタクシーグループとは栃木県宇都宮市若草に本社を置く関東交通および関連会社で設立されたタクシー・ハイヤー運送事業者グループ。

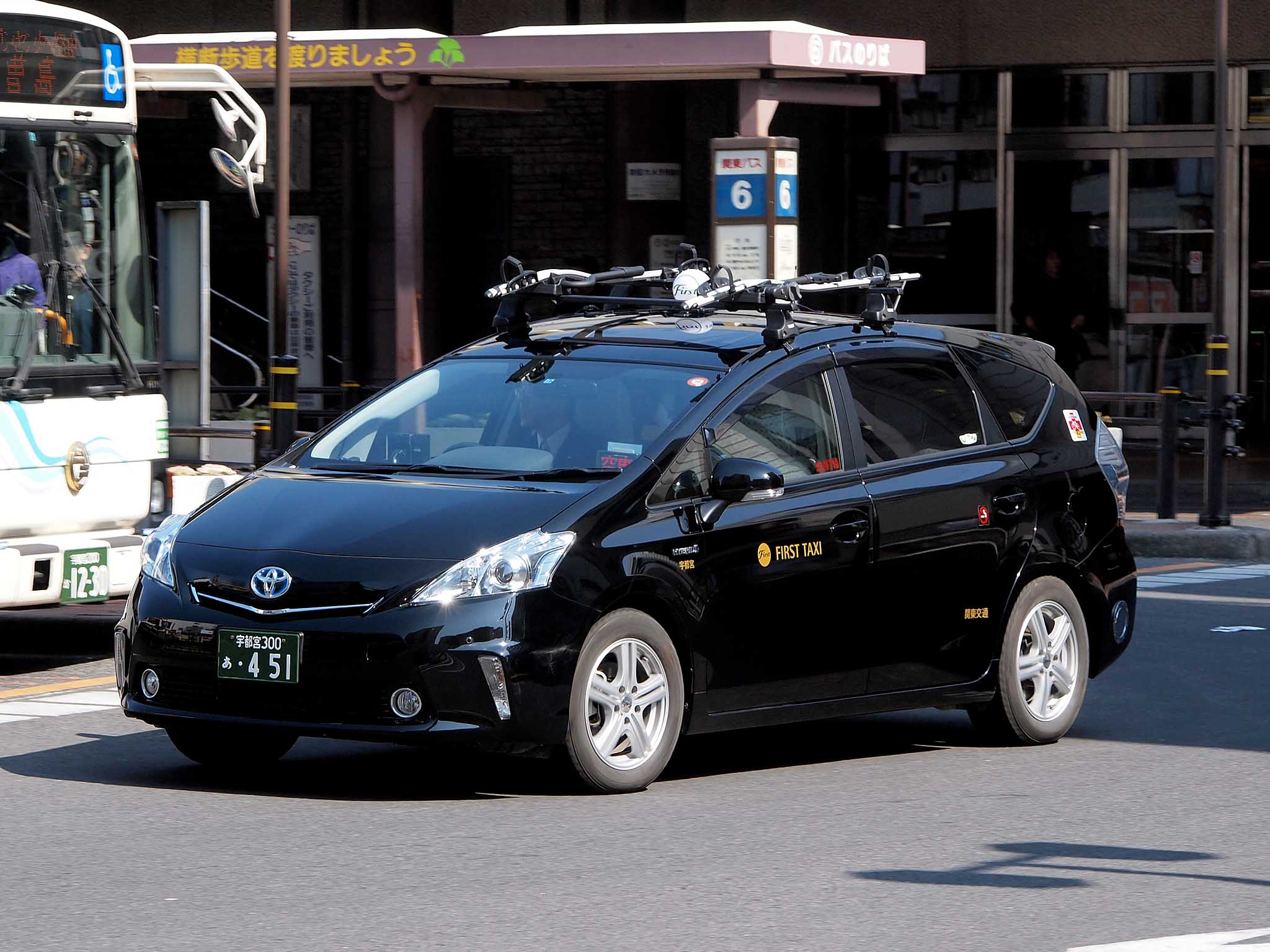
ファーストタクシーグループの車両の例：サイクルレスキュータクシー（トヨタ・プリウスα）

## グループ会社
各社ともグループ代表の保坂和夫が社長を兼任している。
| 会社名                     | 所在地              | 創業                       | 営業内容                                    | 区域                             | 営業所                       |
| -------------------------- | ------------------- | -------------------------- | ------------------------------------------- | -------------------------------- | ---------------------------- |
| ファーストタクシーサービス | 宇都宮市若草2-1-19  | 2012年（平成24年）12月27日 | 旅行業、乗船券類の発売事業                  |                                  |                              |
| 関東交通                   | 宇都宮市若草2-1-19  | 1942年（昭和17年）3月27日  | タクシー事業、 トラック輸送（郵便輸送専門） | 宇都宮市、下野市                 | 宇都宮中央営業所、石橋営業所 |
| 鹿沼合同タクシー           | 鹿沼市石橋町1602-4  | 1945年（昭和10年）12月28日 | タクシー事業                                | 鹿沼市                           |                              |
| 塩原自動車                 | 那須塩原市永田町3-6 | 1941年（昭和16年）6月26日  | タクシー事業                                | 那須塩原市（旧西那須野・塩原町） | 西那須野、大田原、塩原       |
| 那須合同自動車             | 那須塩原市本町2-6   | 1938年（昭和12）年6月9日   | タクシー事業                                | 那須塩原市（旧黒磯市）、那須町   |                              |

- 宇都宮合同タクシー

初代社長は小平重吉。
所在地は、宇都宮市馬場通り4丁目2-11であったが、末期は現在の関東交通の場所に移転し同居していた。
1984年時点で、宇都宮営業所（本社）、駅前営業所（駅前通り3丁目）、戸祭営業所（戸祭町867）、花房営業所（花房1丁目）を有していた。

## グループの沿革
- 1933年（昭和11年）11月 - 宇都宮合同タクシー創立、宇都宮市馬場通り4-2-11で営業開始[4]
- 1934年（昭和12年）6月 - 黒磯から那須温泉間の路線バス事業で競合関係にあった関東自動車黒磯営業所と那須温泉自動車が統合し、那須合同自動車設立[5]
- 1940年（昭和15年）
  - 11月 -  関東自動車が兼業で営業していたタクシーの西那須野営業所と大田原や塩原でタクシー営業をしていた長谷川自動車商会が中心となり、小規模タクシー業者の営業権や車両を買収し、小平重吉が発起人となり[6]塩原自動車を設立[7]
  - 12月8日 塩原自動車設立総会、初代社長に小平重吉就任[7]
- 1941年（昭和16年） - 関東自動車池上営業所（ハイヤー部門）が中心となり、周辺業者を買収して、関東交通発足[2]、ハイヤー・タクシー34両および郵便車4両で営業開始[8]
- 1942年（昭和17年）3月27日 - 関東交通創業[9]
- 1945年（昭和20年）12月28日 - 鹿沼合同タクシー創業[9]
- 1947年（昭和22年）
  - 2月 - 小平重吉が塩原自動車の社長を辞任し8月まで保坂正が仮社長を務める[7]
  - 8月 - 塩原自動車社長に川上安一郎が就任[7]
  - 独占禁止法公布により、他社の株式保有が同法に抵触するため、関東自動車との資本関係は解消した[10]
- 1957年（昭和32年） - 宇都宮合同タクシー、駅前営業所開設[4]
- 1964年（昭和39年） - 宇都宮市池上町4-7に関東交通の本社兼乗り場建設[11]
- 1971年（昭和46年）11月 - 塩原自動車社長に長谷川光篤就任[7]
- 1995年（平成7年） - 鹿沼合同タクシーと宇都宮合同タクシーの取締役に保坂和夫就任[12]
- 1998年（平成10年）2月 - 塩原自動車の社長・役員交代、専務に保坂和夫就任[12]
- 2008年（平成20年） - 関東交通が現在地へ本社を移転、池上町の旧本社は乗り場として存続[11]
- 2009年（平成21年）9月1日 - 宇都宮合同タクシーを関東交通が吸収合併[13]
- 2013年（平成25年）
  - 7月 - サイクルレスキュータクシーサービスを開始[14]
  - 11月11日 - ファーストタクシーグループ設立[15][16]
- 2014年（平成26年）1月 - 塩原自動車および那須合同タクシーにてロンドンタクシーを各1台導入[15]
- 2015年（平成27年）1月 - 那須合同タクシーがカピバラをデザインしたカピパラタクシーを導入[15]
- 2016年（平成28年）9月30日 - 関東交通旧本社である池上町乗り場を閉鎖し小幡乗り場に統合[11]
- 2017年（平成29年）4月1日 - 鹿沼合同自動車が平和タクシー（鹿沼市）のタクシー部門の営業権および車両を買収[17]